# Romano Vio
Romano Vio (Venezia, 11 febbraio 1913 – Lido di Venezia, 23 agosto 1984) è stato uno scultore italiano.
Scultore e insegnante presso l'Accademia di Belle Arti di Venezia, ha realizzato opere di carattere sia sacro che profano in molti materiali (bronzo, marmo, cemento, terracotta) con una particolare predilezione per i lavori in argilla e terracotta.

## Biografia

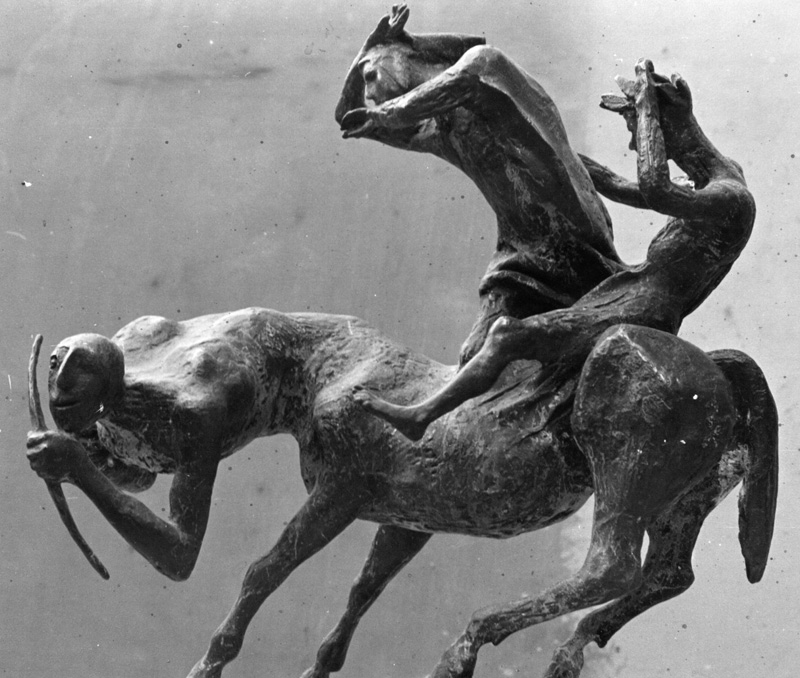
I violenti contro il prossimo.

La sua prima mostra risale al 1931 presso la galleria Bevilacqua La Masa di Venezia, dove espose regolarmente fino al 1935.
Tra il 1932 e il 1936 studiò e lavorò con Eugenio Bellotto all'Accademia delle Belle Arti di Venezia.
Nel 1935 vinse la medaglia d'oro alla Mostra Nazionale per Artisti e Diplomati di Genova, presentando l'altorilievo Il sogno di una madre, acquistato in seguito dal Comune di Venezia.
Nel 1938 espose alcune sue opere alla XIX Biennale di Venezia: una medaglia di Guglielmo Marconi, acquistata dal Comune di Milano; Il pugile, Aratura, Pescatore e alcuni ritratti.
Nel 1939 vinse il premio di scultura "D. Fadiga" a Venezia.
Nel 1940 espose altre opere alla XX Biennale di Venezia: Ritratto di vecchio, medaglie sportive. Nello stesso anno venne nominato assistente di Umberto Baglioni all'Accademia delle Belle Arti di Venezia.
Nel 1941 vinse il concorso per la realizzazione di un gruppo scultoreo di leoni con obelisco per la Piazza del Duomo di Traù, in Dalmazia. La scultura venne eseguita e posta in opera. Nello stesso anno, venne richiamato alle armi. Durante il periodo bellico, la sua produzione si limitò alla realizzazione di copie di opere del Sansovino e di altri autori.
Finita la guerra, nel 1946 riprese il suo posto di insegnante all'Accademia di Belle Arti di Venezia come assistente di Venanzo Crocetti. L'anno successivo realizzò la statua in bronzo Sant'Antonio per la chiesa di Camposampiero.
Nel 1948 vinse il primo premio alla mostra "Tempio" svoltasi a Padova. Dello stesso anno sono l'altorilievo in pietra Madonna degli Alpini, per la città di Pieve di Soligo e il bronzo L'ascolto.
Nel 1949 fu tra i finalisti del concorso per la realizzazione delle porte per la Basilica di San Pietro a Roma. I suoi disegni rappresentano:
- Prima porta, Siena

lato destro: San Pietro, Costantino, papa Gregorio Magno, la fondazione della Basilica, l'incoronazione di Carlo Magno, le Crociate, gli ordini religiosi, il Giubileo del 1300.
lato sinistro: papa Leone III, papa Gregorio VII, papa Niccolò V, il ritorno del papa da Avignone, la scoperta dell'America, il Concilio di Trento, la battaglia di Lepanto, la nuova Basilica, Raffaello, Michelangelo, Bernini.
- Seconda porta, Perugia

lato sinistro: papa Paolo III, San Pio V, le missioni, i nuovi ordini religiosi, tre personaggi
lato destro: papa Paolo V, il dogma dell'Immacolata Concezione, il Concilio Vaticano, papa Pio VII, papa Pio VIII, papa Pio IX.
Nello stesso anno realizzò l'altare dello Spirito Santo e una serie di candelabri per Pro-civitate Christiana di Assisi e un plastico preparatorio per le porte della Cattedrale di Siena.
Nel 1950 con l'opera San Benedetto partecipò alla Mostra Internazionale di Arte Sacra a Roma e l'anno successivo espose le sue opere alla VI Quadriennale di Roma e alla XXV Biennale di Venezia.
Nel 1953 ottenne un riconoscimento al concorso Pinocchio a Collodi ed espose il bronzo Dana alla Quadriennale di Torino. Vinse il premio Città di Pordenone per la scultura, realizzò una serie di opere per la chiesa di San Giuseppe a Cavarzere (la Madonna per il campanile e la Via Crucis) e partecipò a una mostra di arte sacra a Bologna.
Nel 1955 vinse il primo premio con l'opera Gesù Divino Lavoratore, presentata ad Assisi nonché il concorso per la chiesa di Vitinia con l'opera La Madonna dell'Assunzione e il concorso per la lapida in ricordo dei Martiri di Belfiore, a Verona.
Nel 1956 ricevette una medaglia al valore per il suo impegno militare durante la Seconda guerra mondiale e fu nominato docente di scultura decorativa all'Accademia di Belle arti di Venezia. Vinse due concorsi nazionali: il concorso Città di Savona dedicato alla Resistenza e il concorso per il monumento in onore di Umberto Giordano destinato alla città di Foggia, realizzato e posto in opera negli anni successivi. Partecipò ancora alla Biennale di Venezia con il bronzo Simonetta.
Tra il 1956 e il 1961 realizzò una serie di opere in bronzo: Bella donna, Testa maschile, Busto femminile, Donna con un'oca.
Nel 1957 presentò alla Quadriennale di Torino l'opera Donna addormentata e l'anno successivo ricevette il primo premio ex aequo alla Biennale d'Arte Sacra di Bologna con l'opera Santa Chiara che allontana i Saraceni. Realizzò inoltre il bassorilievo La fuga in Egitto.
Nel 1959 vinse il premio "Montecatini" alla mostra internazionale di Carrara e gli fu affidata la realizzazione del Monumento ai caduti delle guerre mondiali di Arquà Polesine, che verrà inaugurato due anni più tardi..
Tra il 1960 e il 1962 portò a completamento la Via Crucis e l'altare destinati alla cappella Bianconi di Monza, il monumento a al giovanissimo garibaldino Giuseppe Marchetti e la lapide commemorativa dello scienziato Olivi per la città di Chioggia.
Nel 1963 fu nominato membro dell'Accademia Nazionale di San Luca di Roma e realizzò un modello di Sant'Antonio per la città di Padova.
Nel 1964 partecipò al concorso per la realizzazione del Monumento alla Partigiana, indetto dal Comune di Venezia. La sua opera, pur non risultando vincitrice, è ora esposta presso la Galleria internazionale d'arte moderna di Ca' Pesaro.
Tra il 1965 e il 1970 realizzò una serie di opere in bronzo (Il pugile, 1965, presentato alla IX Quadriennale di Roma; Ecce Homo e Cristo risorgente dalle rovine, 1966; Il nostro standard, 1969) nonché lavori in cemento (Donna in poltrona, 1966; Ragazza con la lumaca, 1968) e una pala d'altare con sedici figure, conservata a Perugia.
Sempre nel 1970 realizzò una figura in cemento per la collezione privata Cojazzi; opere di soggetto religioso in terracotta (Deposizione, Annunciazione), un medaglione raffigurante Sant'Agata e una copia di George Washington per la città di Raleigh, (USA).
Tra il 1971 e il 1976 portò a compimento due opere commemorative (il monumento in marmo dell'industriale Franco Marinotti a Torviscosa e il busto dell'economista Antonio Santarelli conservato nella Biblioteca dell'Aquila e una serie di opere destinate agli Stati Uniti, alla Colombia (la Madonna di Fatima Manizales) e al Brasile.
Nel 1978 realizzò la statua della Madonna del Carmelo per la chiesa di Santa Maria dei Carmini di Venezia e una serie di sculture ispirate alla Divina Commedia, presentate in concorso a Ravenna.
L'anno successivo realizzò una statua in bronzo di grandi dimensioni raffigurante la Madonna col Bambino per la chiesa di Altobello a Mestre, una statua in bronzo raffigurante Padre Pio e una statua di San Biagio in argento, commissionata dalla città di Maratea in sostituzione dell'originale, che era stato rubato.
Nel 1980 realizzò una copia della statua di San Giacomo per la chiesa di San Giacomo di Rialto di Venezia nonché altre opere tutte di carattere sacro (Padre Pio; Via Crucis; Fonte battesimale; Candelabro pasquale, Sant'Antonio).
Nel 1981 venne nominato Cavaliere della Repubblica Italiana.
Nel 1982, in occasione di una mostra al monastero di San Nicolò del Lido di Venezia, donò all'omonima chiesa una statua raffigurante San Francesco che venne realizzata in bronzo con le offerte dei parrocchiani. Sempre al Lido di Venezia, realizzò per la chiesa di Sant'Ignazio un candelabro pasquale e un'altra serie di soggetti francescani (La grotta di Greccio, Il discorso agli uccelli, Il cantico delle creature).
L'anno successivo completò due trittici (Le virtù teologali e I tre consigli evangelici) e un reliquiario per la chiesa di Fossò, una Annunciazione e statue di soggetto femminile (L'attesa, Donna nuda intagliata in legno a tutto rilievo).
Nel 1984, poco prima della sua scomparsa, lavorò a diverse opere destinate alla Quadriennale di Roma e ai reliquiari dei tre santi patroni di Padova (Sant'Antonio, San Gregorio e San Leopoldo).